# Gamasiphis uncifer
Gamasiphis uncifer är en spindeldjursart som beskrevs av Trägårdh 1931. Gamasiphis uncifer ingår i släktet Gamasiphis och familjen Ologamasidae. Inga underarter finns listade i Catalogue of Life.